# Regnbågsnålnäbb
Regnbågsnålnäbb (Chalcostigma herrani) är en fågel i familjen kolibrier.

## Utseende
Regnbågsnålnäbben är en kortnäbbad kolibri. Båda könen har roströd hjässa och breda vita spetsar på stjärten. Hanen har en smal strupfläck som kan verka mörk men när den träffas av ljus glittrar i en rad olika färger. Hos honan och ungfågeln är strupfläcken mindre eller kan saknas helt. 

## Utbredning och systematik
Regnbågsnålnäbb delas in i två underarter:
- C. h. herrani – förekommer i västra Anderna i södra Colombia till nordvästra Peru (Piura)
- C. h. tolimae – förekommer i centrala Anderna i Colombia (vulkanen Tolima)

## Levnadssätt
Regnbågsnålnäbben hittas i höga bergstrakter. Där ses den i elfinskog och buskmarker nära trädgränsen. Olikt många andra kolibrier ses den sitta på en blomma eller en gren under födosök.

## Status och hot
Arten har ett stort utbredningsområde, men tros minska i antal, dock inte tillräckligt kraftigt för att den ska betraktas som hotad. Internationella naturvårdsunionen IUCN listar arten som livskraftig (LC).

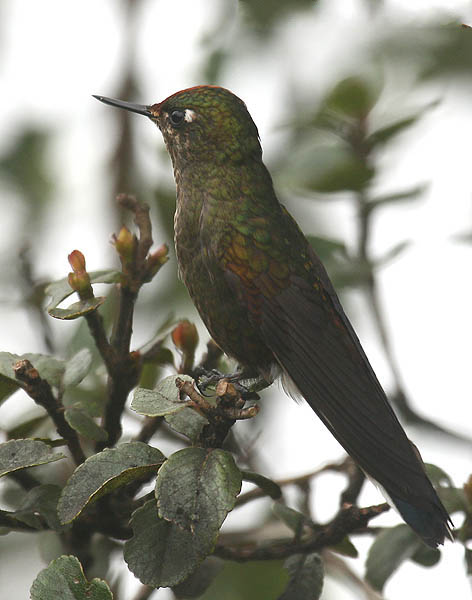